# Aleister Crowley
Aleister Crowley, født Edward Alexander Crowley (født 12. oktober 1875 i Royal Leamington Spa, Warwickshire, død 1. december 1947) var en af de ledende skikkelser inden for 1900-tallets okkultisme, kendt som verdens ondeste mand. På trods af et dårligt omdømme, der forfulgte både Crowley selv og hans idéer, har han øvet en stærk indflydelse på nyreligiøse bevægelser, magi og populærkultur. Crowley har udgivet værker inden for stort set alle litterære genrer, herunder lyrik, essays og selvbiografi. Udover sin interesse for okkult filosofi og praksis var Crowley også en habil skakspiller og bjergbestiger.

## De tidlige år
Crowley voksede op som søn af en velhavende ølbrygger. Hans senere fjendtlighed mod kristendommen bundede i forældrenes fanatiske religionsudøvelse som medlemmer af Plymouthbrødrene, en sekt, der opstod i Irland i 1820'erne under en apokalyptisk vækkelse.
The Confessions of Aleister Crowley (1969) og The World's Tragedy (1920) forbliver de eneste kilder til Crowleys barndom, og hans biografer har således haft en tendens til at følge Crowley i hans vægtning af en barndom martret af religiøs intolerance, svigtende helbred og det britiske skolevæsen. Men frem til ti-tolvårsalderen synes Crowleys liv at have været godt og trygt, og han nød rigdommens privilegier. Familien Crowley havde fire tjenestefolk, hvilket socialt placerede dem på niveau med læger og advokater, der holdt mindst tre tjenestefolk.
Efter hans fars tidlige død i 1887, blev opdragelsen varetaget af hans mor og hendes familie, der fremstod som meget intolerante - formentlig en nøgle til forståelse af den voksne Crowleys bastante afvisning både af kristendommen og af sociale normer og autoriteter. Han beskrev senere sin mor som "En hjernedød bigot af den mest indskrænkede, åbenlyse og umenneskelige slags."

## Tiden i Cambridge
1. oktober 1895 lod han sig immatrikulere ved Trinity College i Cambridge, hvor han påbegyndte et studie i matematik, fysik og filosofi, men sprang tidligt i forløbet fra, for i stedet at kaste sig over engelsk litteratur,  der ikke var en del af det akademiske forløb på det tidspunkt. Selvom han aldrig færdiggjorde sit akademiske studie, havde det en dyb indvirkning på ham. I denne tid fik han også råderet over sin fars arv, og kunne leve det overklasseliv, han anså som sin ret. Ofte udgav han sig for at være adelig, og tog for sig af de sensuelle nydelser, der var tilgængelige. Han skiftede navn til Aleister Crowley, der lød irsk; på den tid gjorde Yeats og George Moore alt irsk populært. Crowley skændtes med Yeats, og påstod senere, at Yeats var jaloux, fordi Crowley var en bedre lyriker. Crowley skrev store mængder lyrik, som han udgav på eget forlag. Senere gik han over til at forfatte okkulte skrifter.

### Biseksualitet
I december 1896 var Crowley i Stockholm, hvor han ved midnat nytårsaften indtrådte i det, han kaldte the Military Order of the Temple, en eufemisme for Crowleys opdagelse af sin egen biseksualitet: "Det var en erfaring af frygt og smerte sammen med en vis spøgelsesagtig rædsel, og alligevel var det på samme tid en nøgle til den reneste og mest ophøjet åndelige ekstase, der er til." I oktober 1897 mødte Crowley, midt i en eksistentiel krise, Herbert Charles Jerome Pollit, en fin de siècle-kunstner, der dansede i Footlights Dramatic Club som kvindeimitator under kunstnernavnet Diane de Roughy. "Jeg levede sammen med Pollitt som hans hustru i et halvt års tid, og han gjorde mig til en poet." 

### Ny åndelig interesse
Julen 1897 blev holdt i Amsterdam, hvor Crowleys eksistentielle krise, der fik ham til at opgive en planlagt karriere som diplomat, også rystede hans barnetro. Det eneste alternativ til Gud og Kristus, den indtil da temmelig afskærmede Crowley kendte, var djævlen. I marts 1898 købte Crowley således en bog med den passende titel The Book of Black Magic and of Pacts af den amerikanske okkultist Arthur Edward Waite. Hvad han troede, var en satanisk introduktion, viste sig allerede i forordet at være noget helt andet, et åndeligt alternativ tilbudt i skoler, der værnede om den gamle esoteriske videnskab. Crowley skrev til Waite efter mere information, og i april fik han til svar, at han skulle hengive sig til bøn og kyskhed. Waite opfordrede Crowley til at læse den tyske mystiker Karl von Eckartshausens værk Die Wolke vor dem Heiligthume (1802).

### Poetiske værker
Crowleys nye åndelige interesse såede splid mellem ham selv og Pollit, og det kom til et brud. Men gennem Pollits dekadente fin de siècle-cirkel mødte Crowley forlæggeren Leonard Charles Smithers (1861-1907), der efter eget udsagn trykte alt det, andre ikke ville røre med en ildtang, bl.a. de tre sidste værker af Oscar Wilde, der skrev om Smithers, at "Han elsker førsteudgaver, særligt af kvinder: små piger er hans passion. Han er den mest lærde erotoman i Europa. Han er også en vidunderlig ledsager og en kær ven." Hos Smithers udkom i 1898 Crowleys første digtsamling, Aceldama. A Place to Bury Strangers In, der blev forbigået i pressen. En anmelder skrev dog, at selvom digtsamlingen er tilpas musikalsk, kan den ikke anbefales unge mennesker, da der i den er en nerve af "skepticisme og tøjlesløshed, hvorfor den skal behandles med varsomhed." Senere i 1898 udkom endnu en digtsamling, White Stains, der ligesom Aceldama kom i et oplag på kun 100 eksemplarer. White Stains er blevet beskrevet som pornografisk, men skal nok snarere læses inden for dekadencens forståelsesramme, hvor en selvpromoverende stil ofte er blandet med en hedonistisk forkastelse af religion opbygget omkring et frastødende tema; et tema, der senere forfines i den groteske ode Leah Sublime, der delvis optager selvbiografiske scener, delvis genoptager dekadente tematikker fra White Stains, denne gang blandet med legende humoristiske rim, der fuldstændig dekonstruerer odens ophøjethed.

## Bjergbestigning ogGolden Dawn

### Træning og forberedelse
Efter tre år i Cambridge bevægede Crowley sig videre. Selvom han havde fulgt de obligatoriske kurser og ubesværet bestået sine eksamener på Trinity College, mødte han ikke op til de afsluttende eksamener. Efter sin krise i 1897 havde Crowley erkendt, at al verdslig stræben er forfængelig. Derfor havde han opgivet tanken om at blive skakmester og et arbejde inden for diplomatiet; derfor opgav han også tanken om en akademisk grad. Bjergbestigningen skal altså heller ikke ses som en verdslig beskæftigelse hos Crowley, men derimod som en måde at opnå kontrol over kroppen på; en åndelig gestus.
Sommeren 1898 tilbragte Crowley sammen med den engelske bjergbestiger Oscar Eckenstein (1859-1921) i de schweiziske alper på Schönbühl-gletsjeren, hvor Crowley undergik en hård træning med henblik på at bestige K2 i Himalaya. Eckenstein lå i strid med den engelske bjergbestigersammenslutning, Alpine Club, fordi de ikke ville anerkende hans nye type pigsko, der skulle overflødiggøre ishakken. Alpine Club anså Eckensteins nytænkning for en uværdig "kunstig hjælp". Til gengæld anså Eckenstein og Crowley Alpine Clubs guidebøger for ubrugelige og udtryk for sammenslutningens middelmådige talent. Crowley beskyldte sammenslutningen for "at intrigere giftigt, uærligt og misundeligt mod bjergbestigning og bjergbestigere, der ikke brugte guider." Men værst var det nok, at Eckenstein og Crowley begge helt utvivlsomt var dygtige klatrere. Den engelske læge, eventyrer og bjergbestiger, Thomas George Longstaff måtte, efter at have set de nye pigsko i brug, erkende, at Crowley var en dygtig, omend utraditionel klatrer.
Jeg har set ham klatre op ad den farlige og svære højre (rigtige) side af Mer de Glace...alene, som var det en spadseretur. Formentlig den første og måske eneste gang denne vanvittige, farlige og svære tur er blevet gjort.
I august 1898 steg Crowley ned til Zermatt for en tiltrængt pause fra træningen med Eckenstein. Her mødte han kemikeren Julian L. Baker, som han kunne diskutere alkymiens finere pointer med. Tilbage i London introducerede Baker Crowley til George Cecil Jones i oktober. Begge var medlemmer af den okkulte orden Golden Dawn, og underviste Crowley i astralprojektion og ritualer omkring pentagrammet, som Crowley i en note til The Palace of the World ledsager med ordene: "De, der anser dette ritual som blot et værktøj til at påkalde eller fordrive ånder, er ikke værdige til at besidde det. Korrekt forstået er det de vises sten." Crowley var en lærenem elev og gjorde i løbet af kort tid så store fremskridt, at både Baker og Jones mente, at han var en passende kandidat til Golden Dawn. Fredag d. 18. november 1898 blev Crowley initieret til ordenens introduktionsgrad. Oplæringen skete også ved hjælp af Allan Bennet, hvis undervisning bestod i en introduktion til ceremoniel magi. Det var under deres fælles eksperimenter, Crowley begyndte at eksperimentere med narkotiske stoffer som del af den magiske praksis.
Efter bare et halvt år havde Crowley nået første ordens højeste grad (philosphus) og var blevet initieret yderligere fire gange.
Crowley fandt denne skuffende. De hemmeligheder, han sværgede at holde, havde han allerede kendt længe; og hans håb om at møde store intellektuelle ånder blev grundigt skuffet. Et andet medlem, feministen Maude Gonne beskrev ordenen som "selve indbegrebet af triviel engelsk middelklasse."
I lederen Mathers' fravær nægtede bestyrelsen i Golden Dawn i 1900 Crowley at rykke op til graden adeptus minor, og udelukkede ham derved fra den indre orden. Crowley rejste til Paris, hvor Mathers udførte indvielsen. Det nægtede bestyrelsen i London at godkende, og Crowley fik hverken adgang til gradens papirer eller den indre ordens lokaler. Samtidig ekskluderede bestyrelsen og Mathers gensidigt hinanden. Mathers anså sig stadig som ordenens retmæssige leder, og udpegede Crowley til sin repræsentant i London, med det opdrag at overtage den indre ordens tempel med det syvkantede hvælv og udstyret dér. På den tid kaldte Crowley sig Laird of Boleskine efter sin skotske ejendom Boleskine House ved Loch Ness, og mødte op hos Golden Dawn i fuldt højlandskostume, iført kilt og med en maske foran ansigtet. Han blev dog smidt ud ved hjælp af husejeren og politiet. Boleskine havde han købt med baggrund i Mathers' udgivelse fra 1898, The Sacred Magic of Abra-Melin the Mage, en påstået oversættelse af en fransk kopi af et hebraisk manuskript. Abra-Melins hellige magi bestod af et seks måneder langt ritual, betinget af et hus med en bestemt beliggenhed, som Boleskine House så ud til at have.
Da Eckenstein stødte på Crowley i Mexico sent i 1900, drillede han ham med hans poesi og okkulte studier, når han i stedet kunne have klatret. Crowley tilstod, at han i sin søgen efter sandhed fandt de dramatiske ritualer, som han har lært gennem Golden Dawn, utilfredsstillende. Eckensteins svar forekom Crowley indlysende sandt:
Ved du hvad dit problem er? Du er ikke i stand til at kontrollere dine tanker. Du er distræt, og du spilder energi. Du bliver nødt til at lære at koncentrere dig.
Eckenstein lavede et træningsforløb til Crowley, der minder meget om koncentrationsøvelserne i Israel Regardies curriculum til Golden Dawn, bestående af forskellige visualiseringer. Når Crowley pressede for hårdt på, tog de klatre-pauser. 20. april 1901 forlod Eckenstein Mexico for at vende tilbage til England for at planlægge en ekspedition til toppen af K2. Crowley forlod Mexico på samme tid som Eckenstein, men i modsætning til Eckenstein tog han ikke tilbage til England, men rejste i stedet rundt i Østen. I Kolkata (dengang Calcutta) modtog han besked om, at Eckenstein havde samlet finanser og folk til ekspeditionen til K2, og han mødte dem i Pakistan sidst i marts 1902.

### K2 1902
23. marts 1902 mødte Crowley ekspeditionens andre deltagere. Foruden Eckenstein var der den fem år yngre og uerfarne Guy Knowles, som Crowley straks syntes om; en østrigsk dommer på 31, Heinrich Pfannl; den østrigske sagfører Victor Wessely, også 31 år, og sidst, men ikke mindst, en tidligere læge i det Schweiziske militær, Jules Jacot Guillarmod på 33. 29. marts drog ekspeditionen ud fra Pindi.
I modsætning til andre af verdens højeste bjerge findes der ikke bosætning ved foden af K2. Den nærmeste bebyggelse, Askole, ligger ti dages rejse til fods fra bjerget. Et presserende problem var derfor at have tilstrækkelig med proviant med til klatrene såvel som til bærerne. 5. juni drager Crowley af sted med 20 bærere med henblik på at opsætte den første lejr på bjerget. 16. juni etablerede han lejr 10 på Abruzzi-højderyggen i en højde af 18.732 fod. 1. juli fortsatte Pfannl og Wessely op 20.000 fods højde, hvor de placerede lejr 11. Fra lejr 11 klatrede Crowley yderligere 1.500 til 2.000 fod op, men blev derefter syg.
Ekspeditionen var ramt af upålidelige bærere, dårligt vejr og sygdom, og efter 68 dage på bjerget, måtte man give op. Den 3. august nedlagde de lejr 11, og 4. august tog de fat på nedturen efter 68 dage på bjerget. De havde opholdt sig længere, end man dengang troede det muligt i 20.000 fods højde. Havde det ikke været for vejret, var ekspeditionen sandsynligvis lykkedes. Ikke desto mindre forbigås denne begivenhed næsten konsekvent af historikere. Crowleys biograf Kaczynski mener, at det skyldes, at ekspeditionens to ledende skikkelser var i unåde hos engelske alpinister. Således døde Eckenstein ukendt i 1921, mens Crowley var altfor berygtet til at hædres for dette første forsøg.
Crowley vendte tilbage til London efter 16 måneder væk fra England. I det tidsrum havde han studeret okkultisme, skrevet poesi og besteget bjerge.

### Kanchenjunga 1905
I april 1905 blev Crowley kontaktet af Guillarmod med et forslag om en ekspedition til Kanchenjunga, der er bare 100 fod lavere end K2 og således verdens tredjehøjeste bjerg; desuden anset for verdens farligste bjerg. Crowley indvilligede på den betingelse, at han måtte lede ekspeditionen. Ekspeditionens medlemmer blev samlet i stor hast; foruden Crowley og Guillarmod bestod den af to andre schweizere med militær baggrund: Charles-Adolphe Reymond og Alexis Pache. Sidstnævnte døde på bjerget sammen med tre bærere i en tragisk lavineulykke. Den sidste deltager var italieneren Alcesti C. Rigo de Righi, der kunne hindustani og tibetansk.
8. august begav ekspeditionen sig på vej mod Kanchenjunga, men allerede ved foden af bræen stødte ekspeditionen ind i problemer, da 130 bærere efterlod de forsyninger, de bar, og forlod ekspeditionen. Pache skulle styre lejr 1 som forsyningsbase, mens Crowley begav sig op ad bræen for at slå lejr 2 op i en højde af ca. 14.500 fod, få kilometer fra tinden. Crowley ønskede at bestige bjerget via et nærliggende højdedrag, men Guillarrmod satte sig imod, hvad der skabte spændinger mellem de to. Crowley baserede imidlertid sin rute på Douglas Freshfields rekognosceringer fra 1899; den gruppe i 1954, anført af John Kempe, som muliggjorde bestigningen af Kanchenjunga i 1955, gav imidlertid Crowley ret.
Ekspeditionen blev en katastrofe. Pga. spændingerne mellem Crowley og Guillarmod opstod der hele tiden misforståelser, så ekspeditionen til sidst opløstes i to grupper; dertil kom Paches død. Sammen med forsyningsproblemer var det formentlig årsagen til, at Kanchenjunga ikke blev besteget allerede i 1905.

## Dyret 666 og "skarlagenskvinderne"
Crowleys læremester fra Golden Dawn, Allan Bennet, led af astma i det engelske klima, og Crowley hjalp ham økonomisk til en bedre tilværelse som buddhistmunk på Sri Lanka. Her underviste Bennet ham i yoga, buddhisme og vedanta-tænkning. Senere, da Bennet var buddhistmunk i Myanmar, skrev Crowley en kritik af buddhismens asketiske munkeideal med vægt på, at begær ikke skal undertrykkes. Han skrev også en udførlig kommentar til madame Blavatskys bog Stilhedens røst.
Mens han i 1904 opholdt sig i Kairo sammen med sin kone Rose Kelly (1874–1932), angav Rose til sin mands forbavselse at have modtaget et budskab fra Horus. Crowley havde ingen tillid til Roses okkulte evner, men fulgte hende til museet, hvor hun udpegede genstand nr 666 som den guddom, der talte til hende, Horus i skikkelsen Harpakhrad, "Horus-som-barn". Det vakte Crowleys interesse, da han var stærkt optaget af numerologi og længe havde anset sig som Dyret 666 i Johannes Åbenbaring, Antikrist. Han erklærede sig for "den nye æons profet", "fyrstepræsten Dyret", "og i hans kvinde, kaldet Skarlagenskvinden, er al magt givet. De skal sanke mine børn ind i folden, de skal bringe stjernernes pragt ind i menneskenes hjerter."  Rose Kelly var hans første skarlagenskvinde, men parret blev skilt i 1909. De havde to døtre: Nuit Ma Ahathoor Hecate Sappho Jezebel Lilith (1904-06) og Lola Zaza.
På diktat fra ånden Aiwass, som Crowley omtalte som sin skytsånd eller alter ego, nedskrev Crowley en påstået åbenbaring i 220 punkter, som han kaldte Liger legis (= Lovens bog). Her lanceres hovedpunkterne i hans livsanskuelse: ""Gør som du vil" skal være hele loven" og "Kærlighed er loven, kærlighed under vilje." Med "kærlighed under vilje" mente Crowley et seksuelt samvær i rituel hensigt. De store, etablerede religioner - kristendom, islam og buddhisme - var efter hans mening udtryk for Osiris' afsluttede, patriarkalske æon, som havde afløst Isis' matriarkalske æon. Ifølge Crowley markerede åbenbaringen af Liber legis, at 1904 var det første år i Horus', sønnens, æon: "Læg mærke til, hvordan skyldfølelse forsvinder, hvordan uskyld og ansvarsløshed vokser, de mærkelige ændringer i forplantningsdriften i retning af biseksualitet og tvekønnethed, den barnagtige tillid til fremskridtet, kombineret med den mareridtagtige frygt for katastrofer, som vi stadig er halvvejs uvillige til at tage forholdsregler mod."
I 1908 havde Crowley mødt en ny "skarlagenskvinde" og muse i London, violinisten Leila Waddell (1880 – 1932), datter af irske indvandrere til Australien. Crowley omtalte hende som "guddommelig luder", "himmelens mor", "søster Kybele" og "Babylons hore". Waddell omtales nogle steder som delvis maori, men det passer ikke med hendes slægtstræ.
Med "skarlagenskvinden" Leah Hirsig, som fik det magiske navn Alostrael (= Guds livmoder), fik Crowley datteren Anne Leah (født i januar 1920, død i oktober samme år). Parret etablerede sig sammen på Sicilien, inden Crowley forlod hende til fordel for endnu en "skarlagenskvinde", Dorothy Olsen.

## Okkultismen

### Skotland
Crowley var ejer af Boleskine House ved Loch Ness mellem 1899 og 1913, og udførte her sin sorte magi i håb om at vække ondskabens fire prinser, hjulpet af sine tilhængere, der lavede talismaner og ofrede dyr til Satan. "Dæmonerne og de onde magter samlede sig så tæt om mig, at de lukkede lyset ude," skrev Crowley om sine eksperimenter på ejendommen. Han og hans slæng af djævletilbedere benyttede narkotika, sex og blodofre af geder og katte under perverse ritualer. Den sorte magiker frydede sig over den lidelse, hans praksis så ud til at påføre landsbyboerne. Han pralede af, at en afholdsmand gennem 20 år, ansat på ejendommen, drak sig fuld en aften, og forsøgte at slå kone og børn ihjel. Hans forvalter, Hugh Gillies, oplevede også en serie tragedier, da hans tiårige datter faldt død om i klasseværelset, og hans 15 måneder gamle søn døde af kramper på sin mors skød det følgende år.
Ejendommen har senere tilhørt Jimmy Page. Lige før jul 2015 nedbrændte Boleskine House.

### Algeriet
Som nyskilt mand udførte Crowley i december 1909, sammen med sin elsker og elev Victor Neuburg (1883–1940), der havde aflagt løfte om lydighed mod ham, en serie ritualer i den algirske ørken. I et homoseksuelt ritual på Da'leh Addin-bjerget ved Bou Saâda blev Crowley sodomiseret af Neuburg til ære for guden Pan. Crowley priste Pan som den djævelske gud for begær og magi. Også Crowley var helt ødelagt. Han beskrev det kort: "Der var et dyr i vildmarken, men det var ikke jeg." Men han ønskede stadig at trænge ind i John Dees "tiende æthyr", hvor han vidste, han ville møde den frygtede Choronzon, "den mægtige djævel, der bebor den yderste Afgrund." De to mænd fandt en passende dal mellem sanddynerne, hvor de trak en cirkel op i sanden, beskrevet med Guds hellige navne. I nærheden trak de en trekant op, også beskrevet med guddommelige navne, deriblandt Choronzon. Tre duer blev ofret, og deres blod efterladt ved trekantens tre hjørner. Neuburg gik ind i cirkelen, bevæbnet med en magisk dolk, og med streng besked om at bruge den, hvis noget - selv om det lignede Crowley - prøvede at bryde ind i cirkelen. Så påkaldte Crowley dæmonen, der skal have meldt sig: "Zazas, Zazas, Nasatanada Zazas. Jeg er mig...Fra mig kom spedalskhed og kopper og pest og kræft og kolera og den faldende syge. Ah! Jeg ville strække mig til den Højestes knæ, og flå hans fallos af med mine tænder, og jeg ville knuse hans testikler i en morter, og lave gift af dem, for at dræbe menneskenes sønner." Ifølge Neuburg kom Choronzon til syne i skikkelse af en køn kvinde han havde været forelsket i i Paris, og forsøgte at lokke ham ud af cirkelen. Hun var fulgt af en hellig mand og en slange, og prøvede stjålent at viske den beskyttende cirkelen i sanden ud. Men pludselig sprang Choronzon fra trekanten ind i cirkelen og slog Neuburg til jorden. Ifølge Neuburg sloges han med en dæmon i skikkelse af "en nøgen vildmand", der prøvede at bide hans hals over "med frådende hugtænder"." Han fik nedkæmpet dæmonen, som forsvandt. Crowley, der kom til syne igen i trekanten, bekendte, at han havde oplevet at være Choronzon. De to mænd fortsatte mod Biskra, og nytårsaften sejlede de mod England. Deres bekendte sagde, at oplevelsen forfulgte Neuburg resten af livet, og at Crowley aldrig kom sig helt igen.

### Sicilien
Crowley tilbragte første verdenskrig i USA med at drive propaganda for tyskerne. Hans formue var opbrugt, men ved hjælp af et legat købte han i 1920 en ejendom ved landsbyen Cefalu på Sicilien, hvor han indredede et tempel han kaldte "Thelemas kloster" efter det utopiske samfund Thelema, beskrevet af Rabelais. Crowleys tilhængere benytter stadig betegnelsen "thelemitter" om sig selv. Crowley var blevet afhængig af heroin til lindring af sin astma, og store mængder rusmidler lå omkring i klosteret. Han skildrer dette i Diary of a Drug Fiend. Leah Hirsig og Ninette Shumway kæmpede om at være hans foretrukne "skarlagenskvinde", mens Crowley dekorerede væggene i sit soveværelse, som han kaldte la chambre des cauchemars (= mareridtværelset), med store malerier af sig selv og sine disciple i færd med at praktisere magisk gruppesex. Han var optaget af at få en gedebuk til at parre sig med Hirsig, og derefter skære halsen over på dyret. Da en af "thelemitterne" døde af madforgiftning, udløste det en flom af artikler om sort magi og menneskeofring i britisk presse. Rygterne nåede også Mussolini, som forviste Crowley fra Italien i 1923. Crowleys fresker blev kalket over af italiensk politi, men afdækket og filmet i 1955 af satanisten Kenneth Anger.

### Lære
I okkulte kredse er han især kendt som ophavsmanden til Lovens Bog, den centrale tekst for Thelema, et religiøst og filosofisk system. Crowley var også et indflydelsesrigt medlem af flere okkulte organisationer og ordner, bl.a. Golden Dawn, A.'.A.'., og Ordo Templi Orientis. Hans lære påvirkede bl.a. Gerald Gardner, den moderne heksereligion wicca og den tyske luciferianske organisation Fraternitas Saturni. Selv da han var i 60'erne gav han indtryk af at være mest optaget af at være "en slem dreng" og gøre alt det, der ville provokere hans for længst afdøde forældre.

## Sidste år
OTO-medlemmerne holdt Crowley med penge resten af livet, så han strejfede om i Europa med diverse "skarlagenskvinder" og slog sig til sidst ned i Hastings med værelsesnummer 13. Han lod sig registrere som narkoman og brugte sin tid på gin og heroin mens han skrev Magick in Theory and Practice og designede tarotsættet Aleister Crowleys Thoth Tarot i samarbejde med tegner lady Frieda Harris. Hans aske blev sendt til en OTO-loge i California.

## Indflydelse på popkulturen
Bands som Current 93 og Psychic TV er ligeledes inspireret af Crowley, og han findes afbildet på Beatles-albummet Sgt. Pepper's Lonely Hearts Club Band. I den amerikanske TV-serie Supernatural er dæmonen Crowley en af de store biroller.